# Église Notre-Dame-de-Grâce de Montréal
Pour les articles homonymes, voir Église Notre-Dame, Notre-Dame-de-Grâce (homonymie) et Montréal (homonymie).
L'église Notre-Dame-de-Grâce est une église catholique de Montréal, dans la province de Québec au Canada. Elle est située au 5333, avenue Notre-Dame-de-Grâce dans l'arrondissement de Côte-des-Neiges–Notre-Dame-de-Grâce sur le flanc du ouest du Mont Royal. Sa construction fut terminée en 1853.
L'église mesure 53,3 m de long tandis que la nef a une largeur de 19,5 m.

## L'histoire de la paroisse
Au début du XIXe siècle, les paroissiens de Montréal établis sur la Côte-Saint-Luc, sur la côte des Neiges et sur la côte Saint-Antoine (une grande partie de Westmount) trouvaient que l’église Notre-Dame était fort éloignée pour recevoir leurs services. Dans ces municipalités rurales, on construisit des chapelles. Les résidents du coteau Saint-Pierre (quartier correspondant à l’actuel Notre-Dame-de-Grâce, plus une partie du quartier Saint-Henri) souffraient aussi de ce même éloignement. Ils eurent plus de succès auprès des autorités religieuses. Ils obtinrent de ces messieurs de Saint-Sulpice que leur desserte soit une belle et vaste église. Elle s’appellerait Notre-Dame-de-toutes-Grâces, nom qui fut abrégé en 1867.
Ces persuasifs pionniers de la paroisse étaient issus, pour la plupart, de descendants des compagnons de Maisonneuve, dont les noms ponctuent l’histoire et la géographie du Québec et de Montréal en particulier. On y reconnaît, entre autres, les Décarie, Hurtubise, Gougeon, Leduc, Prud’homme, Parent, Trudeau, Lemieux, Beaudry, Goyer, Cardinal, Paré, Saint-Denis et Pinsonneault. Les terres de ces familles étaient reconnues pour leur grande valeur agricole. On y cultivait, par exemple, des melons extraordinaires (de près de 20 livres) recherchés par les grands hôtels de New York. Le terrain de 30 arpents, acheté par les Sulpiciens à Eustache Prud’homme pour la construction de l’église le 31 octobre 1849, coûta 1 500 louis ou 6 000 dollars canadiens, une somme fort importante à cette époque.
L’édification de l’église débuta en 1851 et elle fut inaugurée le 18 septembre 1853 par Pierre Rapper, évêque sulpicien de Cleveland. Comme c’était alors la coutume, les paroissiens étaient inhumés dans le sous-sol de l’église. Ainsi, le premier maire de Montréal, Jacques Viger y repose. Cependant, l’église ne demeura qu’une desserte locale jusqu’au démembrement de l’immense paroisse canonique par Ignace Bourget. D’abord séculière, la paroisse fut confiée aux Dominicains de 1901 à 1999. Au cours des années, Notre-Dame-de-Grâce, qui couvrait un vaste territoire, a dû desservir une population en pleine expansion. Pas moins de neuf paroisses furent érigées à la suite de démembrements de la paroisse soit : Saint-Henri, Notre-Dame-des-Neiges, Saint-Léon, Saint-Pierre-aux-Liens, Sainte-Clotilde, Saint-Augustin, Saint-Antonin, Saint-Raymond et Sainte-Catherine-de-Sienne.

## Architecture de l’édifice

L'église Notre-Dame-de-Grâce vers 1910

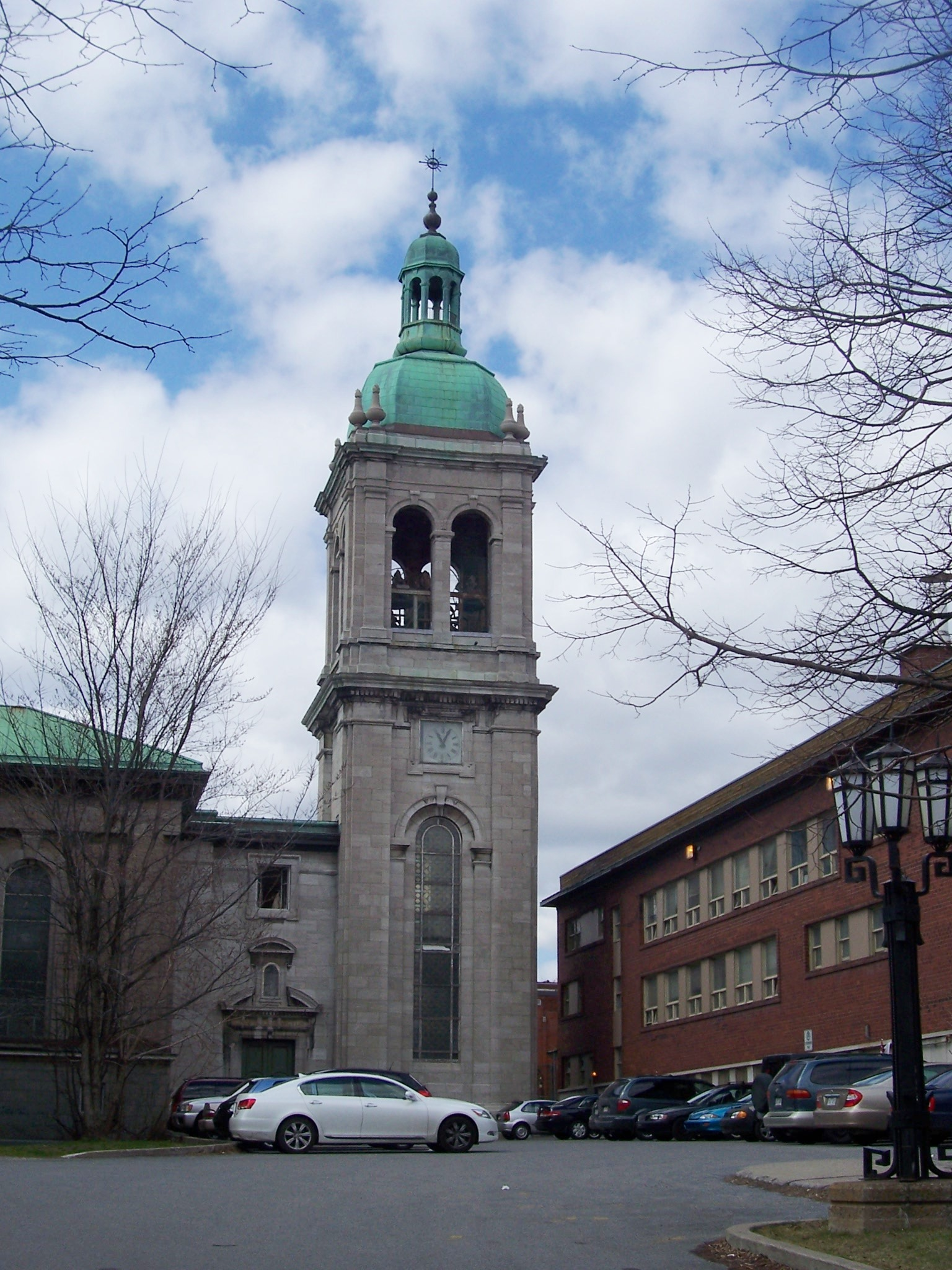
Le campanile de l'église Notre-Dame-de-Grâce, construit en 1927

C’est sur des plans de John Ostell que fut construite l’église Notre-Dame-de-Grâce. Cet architecte originaire de Londres et qui avait épousé une Québécoise a aussi fait les plans, entre autres, des tours de la Basilique Notre-Dame de Montréal et de la toiture du Grand Séminaire de Montréal. Le choix du style jésuite du XVIIIe siècle est étonnant, car on sait que John Ostell était plutôt friand du style gothique. La façade, qui ressemble à celle de la première église Notre-Dame, comporte deux étages avec des piliers d’ordre toscan au premier et des piliers d’ordre ionique au deuxième. Au-dessus des deux portes latérales sont disposés des vitraux de Guido Nincheri.
Au-dessus de la porte centrale se trouve une niche abritant une statue de la Vierge que l’on doit à Émile Brunet et qui fut installée à l’occasion du centenaire de la paroisse en 1953.
En 1927, lors de rénovations majeures, un campanile imposant avec un carillon de cinq cloches fut ajouté, ainsi qu’une chapelle dédiée à Saint-Victor, un baptistère, une bibliothèque et d’autres sales. Ces additions sur la droite de l’édifice, exécutées sous la maîtrise d’œuvre du très respecté architecte Joseph-Omer Marchand, augmentent encore l’impression de stabilité.

## Décoration intérieure

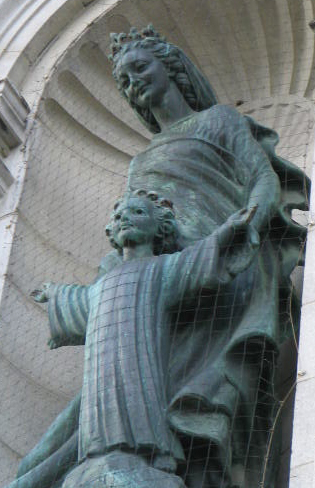
Statue d'Émile Brunet

Un vitrail de G.E. Pellus

Même si on a peu de renseignements sur la décoration intérieure d’origine, on sait qu’elle était de bon goût, d’après un chroniqueur de l’époque. De cette période, il ne reste que quelques sculptures attribuées à Lauréat Vallière et l’orgue de Casavant Frères. La dernière transformation qui date des années 1960, quand la recherche de la simplicité des lieux de culte était en vogue, s’est faite hélas au détriment du patrimoine.
Heureusement, il reste de merveilleux joyaux des rénovations qui eurent lieu en 1927, lors de l’ajout de la chapelle Saint-Victor et du campanile, plus tôt mentionnés. Le projet de rénovation intérieure alors retenu est celui du très célèbre maître verrier Guido Nincheri. Cet artiste formé à l’école de Florence est, à cette époque, très en demande et l’archevêché fait fréquemment appel à lui pour la décoration des nombreux lieux de culte de Montréal. Il propose 15 vitraux (pour les 15 mystères du rosaire), plus deux vitraux représentant des anges placés de chaque côté de l’orgue. L’artiste était et est toujours reconnu pour le naturalisme lyrique qui valorise le symbolisme.
Les vitraux des anges retiennent ainsi l’attention. La position de la tête, la façon dont les cheveux sont traités, l’ovale du visage et la finesse des traits ne sont pas sans rappeler la beauté féminine telle que la concevait le peintre florentin de la renaissance Botticelli.
Nincheri exécuta aussi trois des vitraux représentant les mystères du rosaire qui se trouvent dans l’abside, soit : l’Annonciation, le Couronnement, l’Assomption de la Vierge Marie.
C’est à l’artiste français Guillaume-Ernest Pellus que l’on doit les douze vitraux situés autour de la nef, ainsi que deux autres situés dans la chapelle Saint-Victor (aujourd’hui appelée Saint-Dominique). Ceux-ci sont de facture plus conservatrice, et conforme à l’imagerie religieuse du début du XXe siècle.

## Presbytère
On doit également à Ostell la construction du presbytère. En 1901, les dominicains s'y installent. Ils feront construire un monastère en 1923 adjacent à l'église. Le presbytère lui-même sera remplacé en 1956 par le manoir Notre-Dame-de-Grâce.

## Situation actuelle du bâtiment (2008)
Ce joyau architectural a aujourd'hui besoin de réparations urgentes. Le campanile, les vitraux, les portes ainsi que la maçonnerie des fondations et des murs latéraux nécessitent aujourd'hui d'importants travaux.
Le coût total de ces travaux est de l'ordre de 1 000 000 $ et doivent s'étaler sur une période de trois ans. Le ministère de la Culture du Québec a accepté d'accorder une subvention de 175 000 $ pour la réalisation de la première tranche qui sera effectuée en 2008. Celle-ci comprend la restauration du campanile et des vitraux qui se trouvent sur la façade de l'église. Cette somme correspond à 70 % du coût de la première étape.
La paroisse Notre-Dame-de-Grâce doit donc financer directement 75 000 $ du coût des travaux de restauration dès 2008 et environ 300 000 $ sur une période de trois ans.

## Orgue Casavant, opus 630/2544, 1915/1959

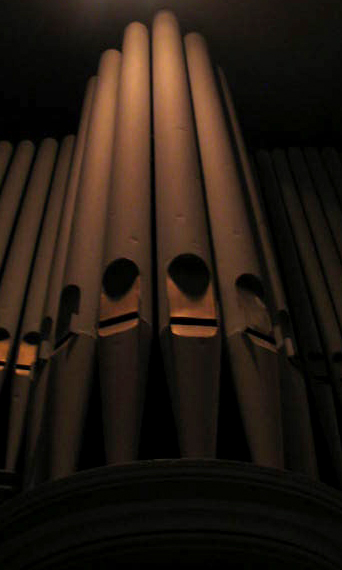
Les grandes orgues Casavant

Il y eut probablement un premier orgue dès 1853. Celui-ci fut remplacé 1898 par un orgue neuf de facture ancienne et à soufflerie manuelle qui coûta 2 500 $.
L’instrument actuel a été installé en 1915 par la firme Casavant. L’orgue a été reconditionné et perfectionné en 1959.
Les titulaires de l’orgue ont été depuis 1922 :
- Paul Doyon (1922 à 1986)
- Jean-François Gauthier (1986 à 2004)
- Denis Gagné (2004 à 2006)
- Matthieu Latreille (2006 à 2011)

Voici le devis de cet instrument à trois claviers manuels et pédalier :
| I Positif expressif |      |
| Mélodie             | 8′   |
| Principal           | 8′   |
| Dulciane            | 8′   |
| Flûte douce         | 4′   |
| Rohr nazard         | 2/3′ |
| Flageolet           | 2′   |
| Clarinette          | 8′   |
|                     |      |
| Trémolo             |      |

| II Grand Orgue   |     |
| Montre           | 16′ |
| Montre 1         | 8′  |
| Montre 2         | 8′  |
| Grosse gambe     | 8′  |
| Salicional       | 8′  |
| Flûte double     | 8′  |
| Prestant         | 4′  |
| Flûte harmonique | 4′  |
| Doublette        | 2′  |
| Mixture III      |     |
| Trompette        | 8′  |
| Clairon          | 4′  |

| III Récit expressif |     |
| Bourdon             | 16′ |
| Bourdon             | 8′  |
| Principal           | 8′  |
| Clarabelle          | 8′  |
| Viole de gambe      | 8′  |
| Voix céleste        | 8′  |
| Flûte traversière   | 4′  |
| Violon              | 4′  |
| Octavin             | 2′  |
| Cornet III          |     |
| Trompette           | 8′  |
| Hautbois            | 8′  |
| Voix humaine        | 8′  |
|                     |     |
| Trémolo             |     |

| Pédale           |     |
| Flûte acoustique | 32′ |
| Flûte ouverte    | 16′ |
| Flûte            | 8′  |
| Violon           | 16′ |
| Violoncelle      | 8′  |
| Bourdon          | 16′ |
| Bourdon          | 8′  |
| Bourdon          | 4′  |
| Bourdon doux     | 16′ |
| Bombarde         | 16′ |
| Trompette        | 8′  |
| Clairon          | 4′  |

- Accouplements en dominos : G8 / péd.; R8 / péd.; P8 / péd.; G4 / péd.; R4 / péd.; P4 / péd.; R16 / G; R8 / G; R4 / G; P16 / G; P8 / G; P4 / G; G16 / P; G8 / P; G4 / P; R16 / P; R8 / P; R4 / P; ; Récit 16’; Récit muet; Récit 4; Grand orgue 16’; Grand orgue muet; Grand orgue 4’, Positif 4’; Positif Muet; Positif 16’.
- Cinq pistons de combinaison ajustables par clavier; Cinq généraux ajustables; Pédale crescendo; Tutti; Rappel; Ambitus des claviers manuels : do1 à do6; Ambitus du pédalier : do1 à sol3.

## Le curé de la paroisse
- Claude Julien, Fils de la charité.

## La vie paroissiale
- L'eucharistie dominicale est célébrée le samedi à 16 h 30 et le dimanche à 11 h.

- L'eucharistie est également célébrée du lundi au mercredi à 16 h 30.

## Évènements historiques
- Récital de l'organiste Marcel Dupré

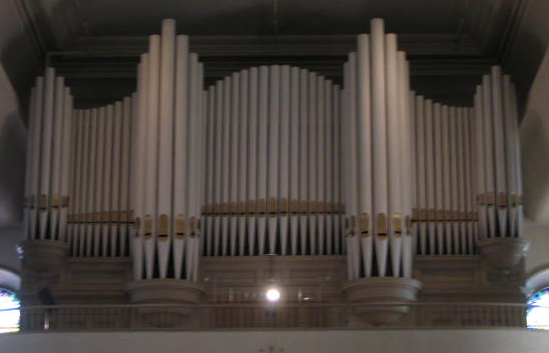
Les grandes orgues Casavant

- Le 20 mars 1960 : Récital d'André Marchal, organiste de Saint-Eustache de Paris